# ذى وسطى (حبيش)

تعديل مصدري - تعديل

ذى وسطى هي إحدى قرى عزلة العارضة بمديرية حبيش التابعة لمحافظة إب، بلغ تعداد سكانها 55 نسمة حسب تعداد اليمن لعام 2004.